# Gil Vicente
|  | Aquest article tracta sobre el dramaturg. Si cerqueu el club de futbol, vegeu «Gil Vicente Futebol Clube». |

Gil Vicente (Lisboa, Portugal, 1465-Évora, 1536) va ser el primer gran dramaturg portuguès, a més de ser un poeta de gran anomenada. Hi ha qui l'identifica també amb l'orfebre autor de la Custòdia de Belem i amb el mestre de retòrica del rei Manuel. Com a home de teatre, sembla també haver exercit les tasques de músic, actor i director. És considerat sovint, d'una forma general, el pare del teatre portuguès, i també del teatre espanyol, ja que també va escriure en castellà -compartint la paternitat de la dramatúrgia espanyola amb Juan del Encina.
L'obra vicentina és considerada com a reflex del canvi dels temps i el pas de l'edat mitjana al Renaixement, fent-se el balanç d'una època en què les jerarquies i l'ordre social eren regits per regles inflexibles, cap a una nova societat on es comença (molt vagament, clar, i a penes a la seua vessant teatral) a subvertir l'ordre instituït, que és qüestionat. Va ser, de fet, el principal representant de la literatura renaixentista portuguesa, anterior a Camoens, incorporant-hi elements populars i influint al seu torn en la cultura popular portuguesa.

## Vida

### Lloc i data de naixement
Tot i considerar-se l'any 1465 com la data més probable per al seu naixement -hipòtesi defensada, entre d'altres, per Queirós Veloso- encara hi ha qui propugna les dates de 1460 (Braacamp Freire) o entre 1470 i 1475 (Brito Rebelo). De fet, si ens basàrem en les informacions contingudes en la mateixa obra de l'autor, trobaríem contradiccions. O Velho da Horta, Floresta de Enganos o Auto da Festa, indiquen 1452, 1470 i abans de 1467, respectivament. Des que van tenir lloc, l'any 1965, les festivitats oficials commemoratives del cinqué centenari del naixement del dramaturg, s'accepta 1465 de forma gairebé unànime.

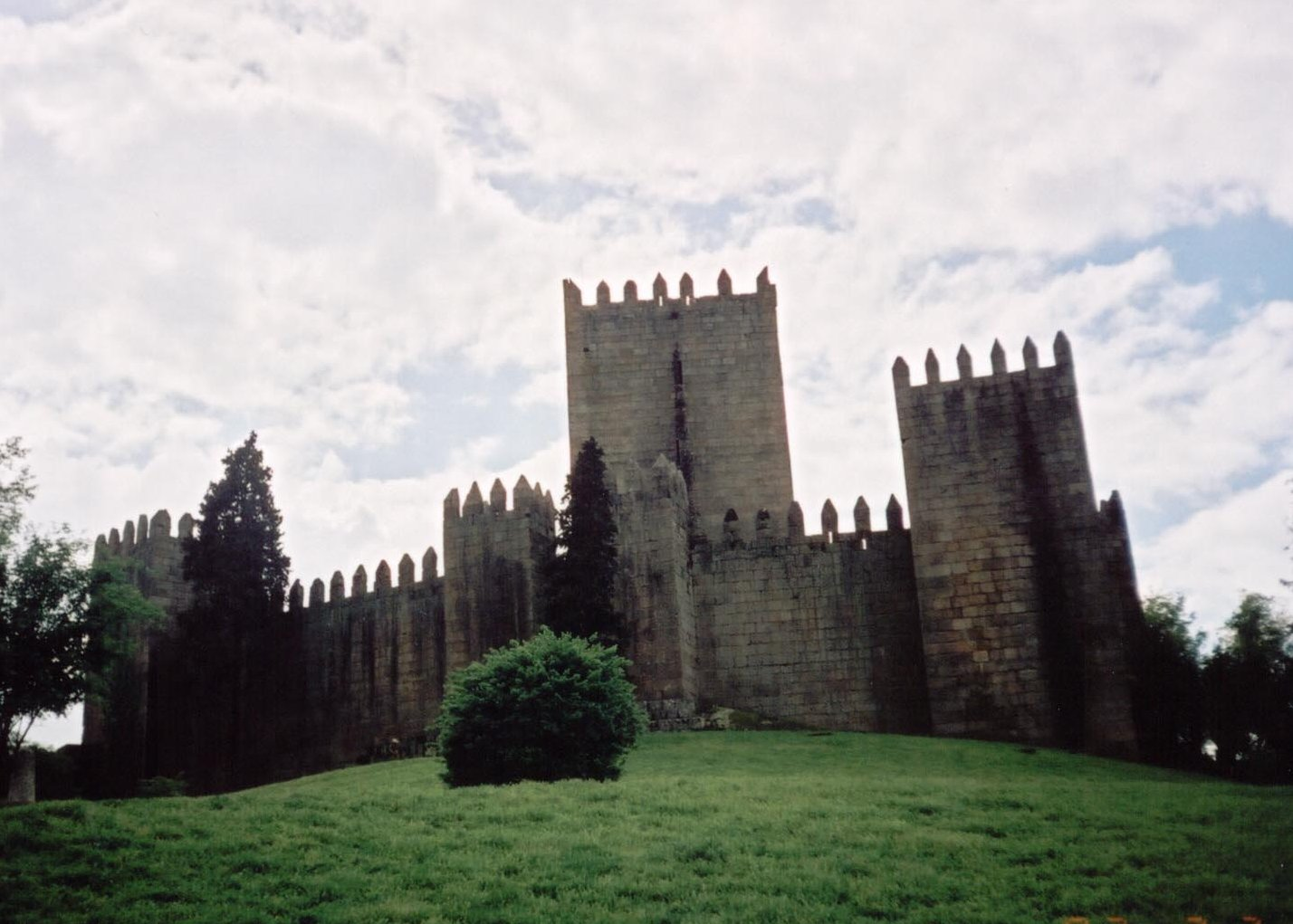
Guimarães: un dels llocs que reclama ser el bressol del dramaturg

Frei Pedro de Poiares localitzava el seu naixement a Barcelos, però hi ha poques possibilitats que fóra així. Pires de Lima proposa Guimarães (Chas de Tavares, a Mangualde) com a terra natal del dramaturg, hipòtesi que estaria d'acord amb la identificació del dramaturg amb l'orfebre, ja que la ciutat de Guimaraes va ser durant molt de temps bressol privilegiat de joiers. El poble de Guimaraes es mostra favorable a aquesta hipòtesi, com es pot verificar, per exemple, en la designació d'una de les escoles del Concelho, que homenatja l'autor. Lisboa és moltes vegades designada també com el lloc correcte. Altres, en canvi, indiquen les Beiras com a lloc de naixement. De fet, en la seua obra s'hi troben diverses referències a aquesta àrea geogràfica de Portugal, tant en la toponímia com per la forma de parlar dels personatges.

### Dades biogràfiques
Se sap que es va casar amb Branca Bezerra, de qui van nàixer Gaspar (que va morir l'any 1519) i Belchior (nascut el 1505). Després d'enviudar, es va casar amb Melícia Roiz de qui va tenir Paula Vicente (1519-1576), Luís Vicente (que va organitzar la compilació de les seues obres) i Valéria.
Hom suposa que havia estudiat en Salamanca. Tot i que inicialment va estudiar dret, aviat el va abandonar per la literatura.

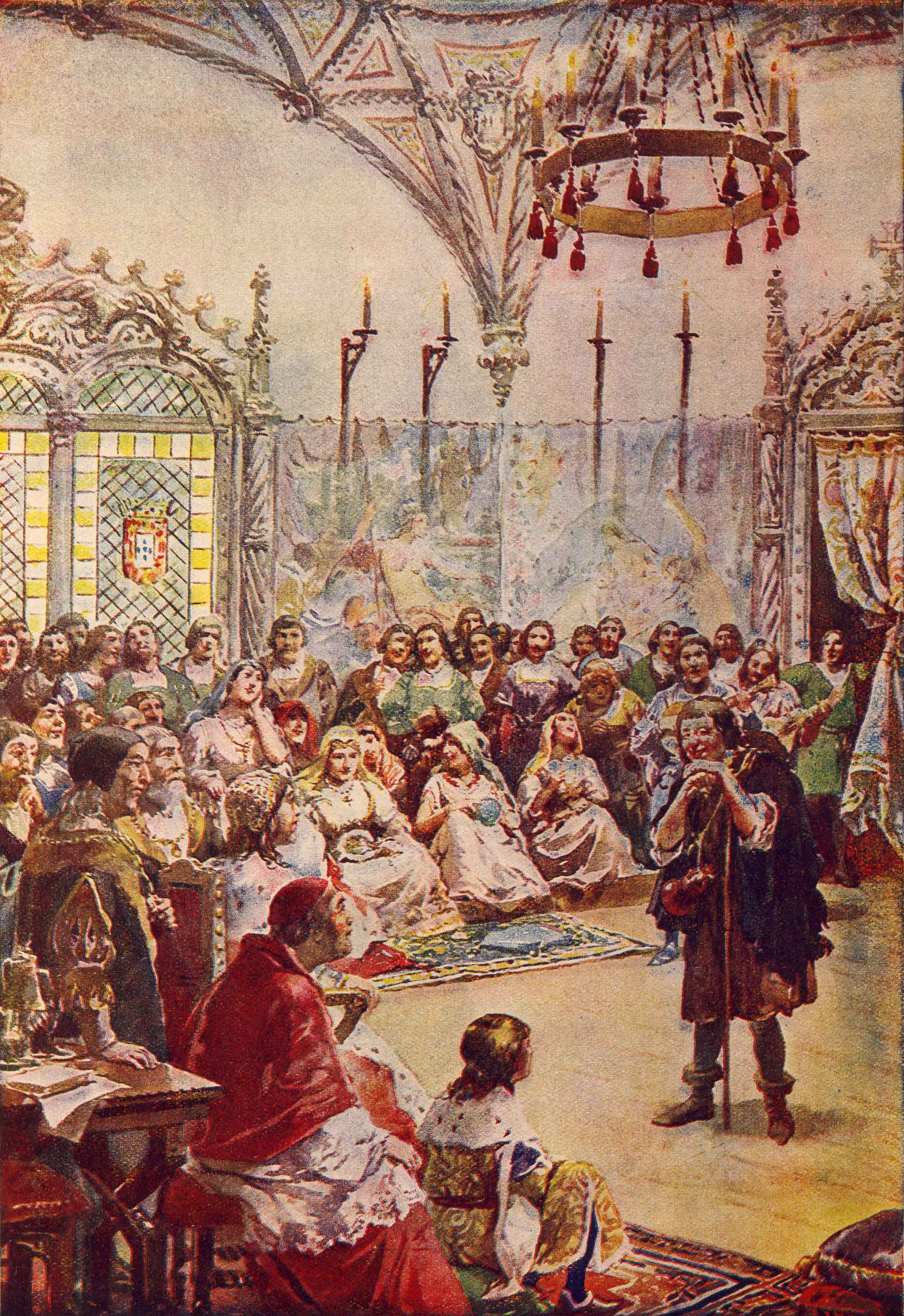
El Monòleg del vaquer, com hauria estat representat pel mateix Gil Vicente, d'acord amb la visió del pintor portuguès Roque Gameiro

El seu primer treball conegut, la peça en castellà El monòleg del vaquer, Auto do vaqueiro o Auto da visitaçao, va ser representada a les habitacions de la reina María, muller de Don Manuel, per a celebrar el naixement de Joan III, sent aquesta representació considerada com el punt de partida de la història del teatre portuguès. Aquest fet va ocórrer a la nit del 8 de juny de 1502, amb la presència, a més del rei i la reina, Donya Leonor, viuda de Joan II i Donya Beatriz, mare del rei. Llavors va ser nomenat responsable de l'organització dels esdeveniments de palau. la senyora Leonor va demanar al dramaturg la repetició de la peça pels matins de Nadal, però l'autor, considerant que l'ocasió demanava un altre tractament, va escriure l'Auto Pastoril Castelhano. De fet, l'Auto da visitaçao té elements clarament inspirats en l'"adoració dels pastors", d'acord amb els relats del naixement de Crist. L'escenificació incloïa una ofrena de presents simples i rústics, com formatges, al futur rei, al qual se li presagiaven grans fets. Gil Vicente que, a més d'haver escrit la peça, també la va escenificar i la va representar, va usar, amb tot, el quadre religiós nadalenc des d'una perspectiva profana. Donya Leonor, molt interessada en el seu treball, va esdevenir la seua gran protectora en els anys següents.
Si va ser realment orfebre, va acabar la seua principal obra en aquest art -La Custòdia de Belem, feta per al monestir dels Jerónimos- l'any 1506, produïda amb el primer or vingut de Moçambic. Tres anys després, aquest mateix joier va esdevenir administrador del patrimoni d'orfebreria al convent de Crist, a Tomar, la Mare de Déu de Belém i a l'Hospital de Tots Sants, a Lisboa. Encara és possible afegir algunes dates més amb relació a aquest personatge, que tant pot ser un com múltiples: en 1511 és nomenat vassall del Rei i, un any després, se sap que era representant de la bandera dels orfebres en la Casa dels vint-i-quatre. L'any 1513, el mestre de la balança de la Casa de la Moneda, també de nom Gil Vicente (si és el mateix o no, com ja s'ha dit, no se sap), va ser elegit per altres mestres per a representar-los en el Consell de Lisboa.
Serà ell qui dirigisca els festejos en honor de Donya Leonor, la tercera esposa del rei Manuel, l'any 1520, un any abans de passar a servir Joan III de Portugal, aconseguit el prestigi del qual es valdria per a permetre's satiritzar al clero i la noblesa a les seues obres o per a dirigir-se al monarca criticant les seues decisions, com va fer l'any 1531, a través d'una carta al rei, on defensa als cristians nous.
Va morir en lloc desconegut, tal vegada l'any 1536, perquè a partir d'aqueixa data es deixa de trobar qualsevol referència al seu nom en els documents de l'època, llevat que haguera deixat d'escriure a partir d'aquesta data.

## Context històric

### El teatre portuguès abans de Gil Vicente

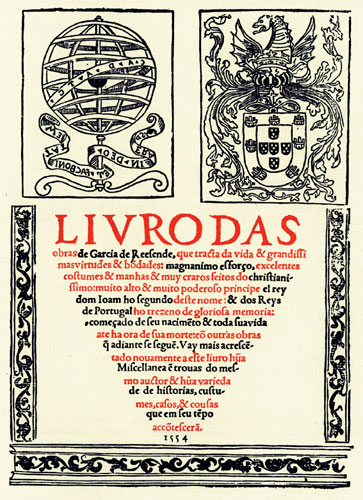
Obras de Garcia de Resende, on s'inclou la Miscel·lània on es defensa per a Gil Vicente la paternitat del teatre portuguès.

El teatre portuguès no va nàixer amb Gil Vicente. Aquest mite, creat per diversos autors de renom, com Garcia de Resende, en el seu Miscelânia, o el seu propi fill, Luís Vicente, amb ocasió de la primera edició de la "Compilació" de l'obra completa de son pare, podrà justificar-se per la importància innegable de l'autor en el context literari peninsular, però no és del tot cert, ja que existien manifestacions teatrals abans de la nit del 7 al 8 de juny de 1502, data de la primera representació de l'Auto do vaqueiro o da visitaçao, a les habitacions de la reina.
Ja en el regnat de Sanç I, els dos més antics actors portuguesos, Bonamis i Acompaniado, van realitzar un espectacle de "arremedilho", i van ser pagats pel rei amb una donació de terres. L'arquebisbe de Braga, Dom Frei Telo, es refereix, en un document de 1281, a representacions litúrgiques amb ocasió de les principals festivitats catòliques. El 1451, el casament de la infanta Donya Leonor amb l'emperador Frederic III d'Alemanya va ser acompanyat també de representacions teatrals. Segons les cròniques portugueses de Fernan Lopes, Zurara, Rui de Pina o Garcia de Resende, també en les corts de Joan I, Alfons V i Joan II, es feien escenificacions espectaculars. Rui de Pina es refereix, per exemple, a una comèdia en què El senyor Joan II va participar personalment, fent el paper de "Cavaller del Cigne", en un escenari d'ones agitades (formades amb draps), amb una flota de naus que va causar espant en fer la seua aparició en escena acompanyada del so de trompetes, timbals i artilleria i música executada per ministrers, a més d'una tripulació composta per actors vestits de forma espectacular.
Amb tot, poc queda dels textos dramàtics previcentins. A més de les èglogues dialogades de Bernardim Ribeiro, Cristovao Falcao i Sá de Miranda, André Dias va publicar l'any 1435 un "Pranto de Santa Maria" considerat un esbós raonable d'un drama litúrgic. En el Cançoner General de Garcia de Resende hi ha alguns textos també significatius, com l'Entremès de l'Àngel (així anomenat per Teófilo Braga), de Francisco de Portugal, Comte de Vimioso, o les cançons d'Anrique da Mota (o Farsa do alfaiate), segons Leite de Vasconcelos, dedicats a temes i personatges sorneguers i amb episodis divertits. És probable que Gil Vicente haguera assistit a algunes d'aquestes representacions. Però, amb tot i sense qualsevol dubte, les supera en mestria i en profunditat, tal com diria Marcelino Menéndez Pelayo que el considerava la "figura més important dels primitius dramaturgs peninsulars", arribant a dir que no hi havia "qui el superara en l'Europa del seu temps".

## Obra

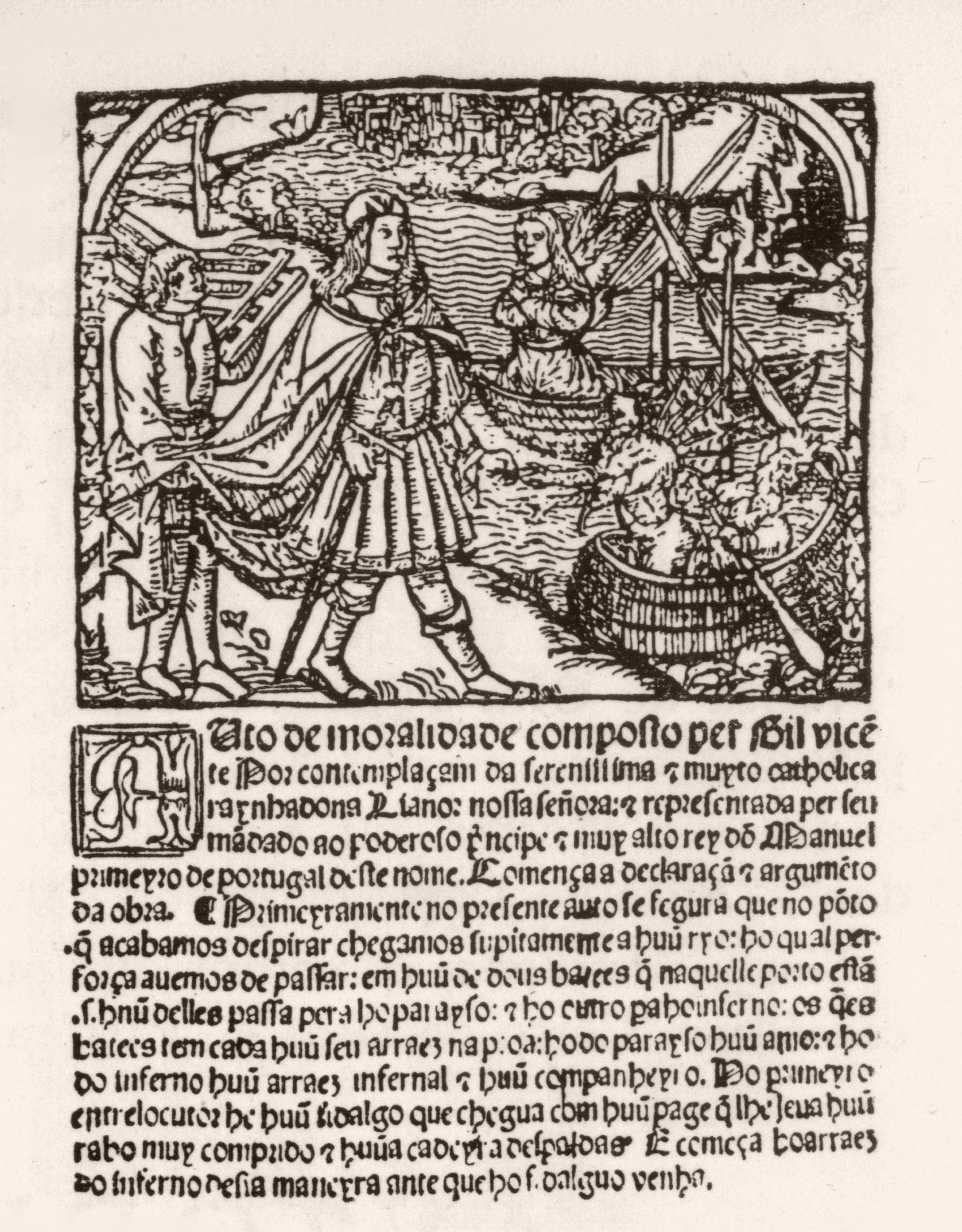
Il·lustració de l'edició original de l'Auto de la Barca del Infierno

La seua obra és la continuació del teatre ibèric popular i religiós preexistent, tot i que de forma menys profunda. Els temes pastorals, presents en la literatura de Juan del Enzina, influiran fortament en la seua primera fase de producció teatral i romandran esporàdicament a la seua obra posterior, de major diversitat temàtica i sofisticació de mitjans. De fet, la seua obra té una vasta diversitat de formes: l'Auto pastoral, l'al·legoria religiosa, narratives bíbliques, farses episòdiques i Autos narratius. El seu fill, Luís Vicente, en la primera compilació de totes les seues obres, les va classificar en Autos i misteris (de caràcter sagrat i devocional) i en farses, comèdies i tragicomèdies (de caràcter profà). Tot i així, qualsevol classificació és reductora, de fet, només cal pensar en la Trilogia de les Barques per a verificar com certs elements de propis de la farsa (els personatges que van apareixent, fa poc eixits d'aquest món) es mesclen amb elements al·legòrics religiosos i místics (el Bé i el Mal).

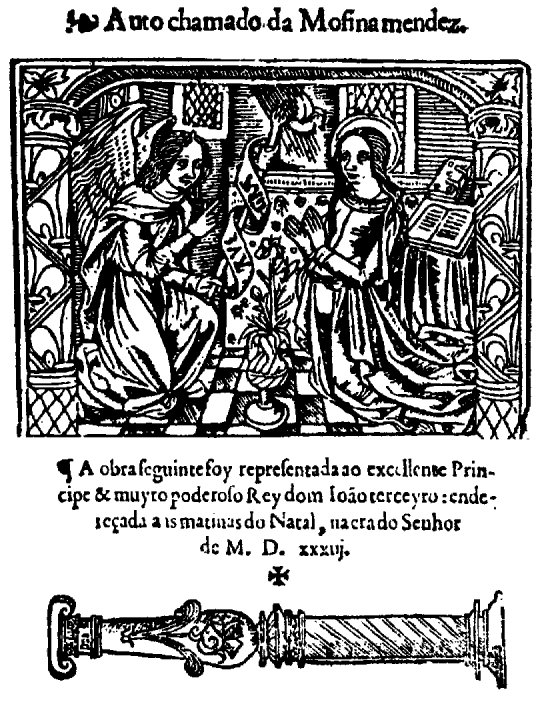
Auto de Mofina Mendes, on s'inclou una anunciació, d'acord amb els temes marians, del gust de l'autor

Gil Vicente va retratar, amb refinada comicitat, la societat portuguesa del segle xvi, demostrant una capacitat aguda d'observació en traçar el perfil psicològic dels personatges. Crític sever dels costums, d'acord amb la màxima que seria dictada per Molière ("Ridendo castigat mores" - rient es castiguen els costums), Gil Vicente és també un dels més importants autors satírics de la llengua portuguesa. En 44 peces, usa gran quantitat de personatges extrets de l'espectre social portuguès d'altura. És comú la presència de mariners, gitanos, llauradors, fades i dimonis i de referències - sempre amb un lirisme nat - a dialectes i llenguatges populars. Entre les seues obres cal esmentar l'Auto Pastoril Castelhano (1502) i l'Auto dos Reis Magos (1503), escrites per a la seua representació nadalenca, i l'Auto da Barca do Inferno (1516), l'Auto da Barca do Purgatório (1518) i l'Auto da Barca da Glória (1519). L'any 1523 va escriure la Farsa de Inês Pereira.
Són generalment apuntats, com a aspectes positius de les seues peces, la imaginació i l'evident originalitat; el sentit dramàtic i el coneixement dels aspectes relacionats amb la problemàtica del teatre.
Alguns autors consideren que la seua espontaneïtat, encara que reflectint de forma eficaç els sentiments col·lectius i representant la realitat criticable de la societat a què pertanyia, perd en reflexió i en perfecció. De fet, la seua forma d'expressió és simple, plana i directa, sense grans floritures poètiques. Per damunt de tot, l'autor s'expressa de forma inspirada, dionisíaca, i no sempre obeint a principis estètics i artístics d'equilibri. És també versàtil a les seues manifestacions: si per una banda, sembla una ànima rebel, temerària, impetosa que tracta de demostrar els vicis dels altres, gairebé de la mateixa manera en què s'esperaria d'un inconscient bufó de la cort; d'altra banda, es mostra dòcil, humà i tendre en la seua poesia de caràcter religiós i quan tracta de defensar aquells als qui la societat maltracta. El seu lirisme religiós, d'arrel medieval i que mostra influències de les Cantigues de Santa Maria està ben present, per exemple, en l'Auto de Mofina Mendes, en l'escena de l'Anunciació, o en una oració recitada per Sant Agustí en l'Auto da Alma. Per aqueix motiu és, de vegades, anomenat "el poeta de la Mare de Déu".
El seu lirisme patriòtic, present en Exortação da Guerra, Auto da fama o Cortes de Júpiter, no es limita a glorificar, en estil èpic i orgullós, la nació: de fet, és crític i èticament preocupat, principalment pel que fa als vicis nascuts de la nova realitat econòmica, que es produeix amb el comerç amb Orient (Auto da Índia). El lirisme amorós, d'altra banda, aconsegueix infiltrar algun erotisme i alguna obscenitat amb influències més erudites (Petrarca, per exemple).